# Cirsium rosulatum
Cirsium rosulatum là một loài thực vật có hoa trong họ Cúc. Loài này được Talavera & Valdés mô tả khoa học đầu tiên năm 1976.